# Scapheremaeus pulchellus
Scapheremaeus pulchellus är en kvalsterart som först beskrevs av Berlese 1910.  Scapheremaeus pulchellus ingår i släktet Scapheremaeus och familjen Cymbaeremaeidae. Inga underarter finns listade i Catalogue of Life.